# Marcipa maculifera
Marcipa maculifera là một loài bướm đêm trong họ Erebidae.